# Ivan Weiss
Ivan Søren Weiss Hansen (født 23. juli 1946 i København) er en dansk keramiker. 
Som 16-årig påbegyndte han uddannelsen som overglasurmaler på Den Kongelige Porcelænsfabrik og arbejdede her under kunstnerisk leder og chefkeramiker Nils Thorsson. Her lærte han at male Flora Danica.
Fra 1970 til 1972 studerede han keramik i Hagi i Japan, hvor han specialiserede sig i at dreje skåle og brænde keramik. Årene har fået stor indflydelse på hans stil, idet særligt kinesisk og japansk kalligrafi påvirkede ham.
Tilbage i Danmark blev han fastansat og arbejdede helt frem til 2004 hos Royal Copenhagen. Siden har han været keramiker på freelancebasis og været gæsteforelæser på Danmarks Designskole.
Ivan Weiss' værker er blandt andet udstillet på Trapholt og Designmuseum Danmark.
Ivan Weiss har siden 1971 været gift med japanske Fujiko Iwasa, der også er keramiker.